# Antropólogo
Un antropólogo es un profesional científico, con un amplio conocimiento de la antropología y que utiliza este conocimiento en su trabajo, por lo general para resolver problemas específicos a la humanidad.
Los antropólogos se ocupan de estudiar campos como la antropología sociocultural o etnología, arqueología, antropología filosófica, la antropología lingüística, la antropología biológica, la antropología forense y demás campos en los cuales la antropología y demás ciencias del comportamiento se encuentran inmiscuidas.
Se suele decir que en cierto sentido, cada ser humano es un antropólogo, lo mismo se suele decir de otros profesionales como los filósofos,  psicólogos, sociólogos. Ya que cada ser humano se relaciona con los demás y tiene una única forma de vida. Sin embargo, una interpretación más generalmente aceptada en el mundo académico, es que un antropólogo es el que ha alcanzado una licenciatura o grado, especialidad, maestría o doctorado en antropología, o que enseña la antropología en las universidades o lleva a cabo investigaciones étnicas o culturales; además de haber publicado libros o artículos científicos dentro de revistas científicas.
Se puede abreviar así: Antr. o también Antrop. Aunque depende mucho de la costumbre local, ya que hay países como México, en donde se prefiere llamar desde un punto genérico a los graduados universitarios como Licenciados.

## Educación
Los estudiantes de antropología tienen diversas cátedras dentro de la antropología durante su educación de pregrado y, a continuación, suelen proceder a especializarse en los temas de su propia elección en el nivel de postgrado. En algunas universidades, un examen de calificación sirve para poner a prueba tanto la amplitud y profundidad de la comprensión de un estudiante de antropología, los estudiantes que pasen las pruebas de ingreso, se les permite trabajar en una tesis doctoral. Su formación incluye, un amplio recorrido por contenido bibliográfico, la afinación de la escritura de diarios de campo y el trabajo de campo. La educación en antropología forma investigadores sociales, que utilizan los recursos de varias disciplinas para analizar las manifestaciones y transformaciones de la cultura

### Titulación
La titulación de pregrado varía de país en país, por ejemplo, en los estudios de pregrado de España y Latinoamérica el título se denomina: Grado en antropología, licenciado(a) en antropología, licenciado en ciencias antropológicas, antropólogo, etc.
| País           | Carrera                                 | Denominación Profesional  |
| -------------- | --------------------------------------- | ------------------------- |
| Argentina      | Licenciatura en Antropología            | Antropólogo o Antropóloga |
| Bolivia        | Licenciatura en Antropología            | Antropólogo               |
| Brasil         | Bacharelado em Antropología             | Antropologista, Bacharel  |
| Chile          | Antropología                            | Antropólogo, Licenciado   |
| Colombia       | Antropología                            | Antropólogo               |
| Costa Rica     | Licenciatura en Antropología            | Antropólogo, Licenciado   |
| Ecuador        | Licenciatura en Antropología            | Antropólogo               |
| El Salvador    | Licenciatura en Antropología            | Antropólogo               |
| España         | Licenciatura/Grado en Antropología      | Antropólogo               |
| Estados Unidos | Bachelor of Science in Anthropology     | Anthropologist, Bachelor  |
| Guatemala      | Licenciatura en Antropología            | Antropólogo               |
| México         | Licenciatura en Antropología            | Antropólogo, Licenciado   |
| Perú           | Bachillerato en Antropología            | Antropólogo               |
| Portugal       | Licenciatura/Grau em Antropología       | Antropologista            |
| Uruguay        | Licenciatura en Ciencias Antropológicas | Antropólogo, Licenciado   |
| Venezuela      | Antropología                            | Antropólogo               |

## Competencias del antropólogo
Los antropólogos suelen cubrir una amplitud de temas relacionados con la investigación, dirección y el patrocinio en estudios de la conducta humana y la gestión sociocultural. Su campo laboral es muy extenso, ya que suelen trabajar como: asesores gubernamentales, analistas de comunicación e imagen, consultores en agencias privadas ONGs, catedráticos-investigadores en universidades o centros de investigación científica, peritos en estudios del comportamiento humano, analistas políticos, gestores de proyectos para el desarrollo económico, analistas de datos etnohistoricos o registros etnográficos, etc. Realizan peritajes a las comunidades indígenas, por lo que su firma en estos proyectos e informes es muy importante, pues un antropólogo es un intelectual capacitado para convivir por largos periodos en sitios remotos.

### Ética del antropólogo
Es muy conocido que hace décadas los antropólogos trabajaron en la colonización de sitios lejanos. Incluso recientemente los antropólogos junto con otros científicos sociales, han trabajado con los militares de EE. UU. como parte de la estrategia del ejército estadounidense en Afganistán, el programa se denomina Human Terrain System (Sistema de Terreno Humano). Hoy los antropólogos tienen la obligación moral de trabajar por el progreso de la humanidad, pero sin atentar contra la vida y la cultura de cada pueblo; ya que un antropólogo no puede usar sus múltiples conocimientos en hacer daño alguno.

## Citas sobre antropólogos y antropología
La antropología es quizás la última de las grandes disciplinas del conglomerado del siglo XIX que aún permanecen intactas desde el punto de vista organizacional. Después de que la historia natural, la filosofía moral, la filología y la economía política se hayan disuelto en sus sucesores especializados, sigue siendo un conjunto difuso de etnología, la biología humana, la lingüística comparada y la prehistoria, mantenidas principalmente por los intereses creados, los costos hundidos y los hábitos administrativos de la academia, y por una imagen romántica de la erudición integral.
Clifford Geertz, en la contraportada del libro Unwrapping the Sacred Bundle (2005)

La antropología es una de las pocas vocaciones verdaderas que hay, junto a la música y las matemáticas, y el antropólogo puede volverse consciente de ello internamente, incluso antes de haberlo aprendido.[cita requerida]
Claude Lévi-Strauss

La sociología es periodismo sin noticias, la antropología es un conjunto de notas de viajes a sitios donde no hay servicio a la habitación, y la psicología consiste en husmear el diario de tu hermanita después de que tus padres la enviasen a rehabilitación (por drogas).
P.J. O'Rourke

La antropología es el estudio del hombre abrazando a la mujer.[cita requerida]
Bronislaw Malinowski

Estudia sociología el que no está a gusto con la sociedad en la que vive; estudia psicología el que no está a gusto consigo mismo; pero el que no está a gusto ni con la sociedad en la que vive ni consigo mismo ese sujeto, señores míos, estudia antropología.
Clyde Kluckhohn

## Conmemoraciones
En diferentes países se festeja el Día del Antropólogo:
- Argentina: en este país existen dos fechas en que se conmemora, la primera el 26 de julio,[5] que fue instaurado en el año 1981 por el Colegio de Graduados de Antropología de la Argentina en recordación del primer graduado en Antropología del país, Mario Celestino Félix Cellone, ocurrido un 26 de julio de 1961 en la Facultad de Ciencias Naturales y Museo de la Universidad de La Plata.[6] Sin embargo, posteriormente se comenzó a conmemorar el 27 de julio como recordatorio de la creación del Colegio de Graduados de Antropología en el año 1972.[7]
- Brasil: 11 de febrero[8]
- Colombia: 30 de octubre[9][10]
- Honduras: 2 de noviembre[10]
- México: 2 de noviembre[9]
- Nicaragua: 10 de octubre[10]
- Panamá: 30 de octubre[10]
- Perú: 11 de junio[9]
- Venezuela: 11 de febrero[9][11]